# Omicidio di Manfredo Mazzanti
L'omicidio di Manfredo Mazzanti venne commesso a Milano il 28 novembre 1980 dalla Colonna Walter Alasia delle Brigate Rosse.

## Storia
Manfredo Mazzanti, nato a Santa Croce sull'Arno il 25 gennaio 1926, in provincia di Pisa, era ingegnere e direttore tecnico dello stabilimento Falck Unione di Sesto San Giovanni. Il 28 novembre 1980 alle 8:00 circa, mentre si recava al lavoro fu assassinato in via Orseolo all'angolo con via Savona, nei pressi della sua abitazione. Gli autori del delitto fuggirono prima a piedi e poi in bicicletta. Mazzanti era stato scelto perché facile da identificare grazie a una fotografia pubblicata sul giornale della fabbrica. I funerali furono celebrati alla Chiesa di Santa Maria delle Grazie al Naviglio; l'omelia fu pronunciata dall'arcivescovo Carlo Maria Martini. Mazzanti lasciò la moglie Adele e un figlio, Mario. Il 13 luglio 1978 gli era stata conferita l'onorificenza di Commendatore Ordine al merito della Repubblica Italiana.
L'omicidio fu rivendicato dalle "Brigate Rosse - Colonna Walter Alasia - Luca" assieme a quello di Renato Briano. L'omicidio fu gestito direttamente dalla colonna milanese delle Brigate Rosse, intitolata a Walter Alasia, tanto che le BR smentirono il proprio coinvolgimento. Dopo l'arresto di Mario Moretti la sezione era guidata da Pasqua Aurora Betti. L'episodio mise in evidenza l'autonomia della cellula milanese e quindi la crisi della strategia della direzione nazionale del gruppo terroristico. Betti fu arrestata nel 1981 e condannata in via definitiva all'ergastolo nel 1986. In seguito alle dichiarazioni di un pentito fu smantellata l'intera colonna.
Il 28 novembre 2010 il comune di Milano ha posto una targa in via Orseolo 12, nei pressi di Porta Magenta e del Parco Don Giussani (ex parco Solari), e il comune di Sesto San Giovanni una all'ingresso di Afol all'altezza di viale Italia n. 548.